# Влада Ђуре Пуцара Старог
Влада Ђуре Пуцара Старог је била Влада  Народне Републике Босне и Херцеговине. Формирана је септембра 1948. и трајала је до децембра 1953. године. Ова Влада је наследила је другу владу Родољуба Чолаковића.

## Састав Владе
| Функција         | Слика | Име и презиме      | Странка        | Детаљи |
| ---------------- | ----- | ------------------ | -------------- | ------ |
| Председник Владе |       | Ђуро Пуцар Стари   | КП Југославије |        |
| Министри         |       |                    |                |        |
|                  |       | Цвијетин Мијатовић | КП Југославије |        |